# Переу (комуна)
Переу (рум. Părău) — комуна у повіті Брашов в Румунії. До складу комуни входять такі села (дані про населення за 2002 рік):
- Венеція-де-Жос (728 осіб)
- Венеція-де-Сус (415 осіб)
- Грід (369 осіб)
- Переу (611 осіб) — адміністративний центр комуни

Комуна розташована на відстані 172 км на північний захід від Бухареста, 38 км на північний захід від Брашова.

## Населення
За даними перепису населення 2002 року у комуні проживали 2123 особи.
Національний склад населення комуни:
| Національність | Кількість осіб | Відсоток |
| -------------- | -------------- | -------- |
| румуни         | 1993           | 93,9%    |
| цигани         | 112            | 5,3%     |
| угорці         | 16             | 0,8%     |
| німці          | 2              | 0,1%     |

Рідною мовою назвали:
| Мова      | Кількість осіб | Відсоток |
| --------- | -------------- | -------- |
| румунська | 2043           | 96,2%    |
| циганська | 65             | 3,1%     |
| угорська  | 14             | 0,7%     |
| німецька  | 1              | < 0,1%   |

Склад населення комуни за віросповіданням:
| Релігія                                       | Кількість осіб | Відсоток |
| --------------------------------------------- | -------------- | -------- |
| православні                                   | 2056           | 96,8%    |
| бретрени                                      | 25             | 1,2%     |
| греко-католики                                | 17             | 0,8%     |
| римо-католики                                 | 6              | 0,3%     |
| реформати                                     | 5              | 0,2%     |
| п'ятдесятники                                 | 2              | 0,1%     |
| лютерани                                      | 2              | 0,1%     |
| лютерани (Синодально-пресвітеріанська церква) | 1              | < 0,1%   |
| лютерани (Аугсбурзького сповідання)           | 1              | < 0,1%   |